# Franzis
Franzis (ehemals Franzis Verlag) gehört zu den ältesten technischen Fachverlagen in Deutschland und ist ein Unternehmen der WEKA-Mediengruppe. Sitz der GmbH ist Haar (bei München).

## Ursprung und Geschichte
Im Jahr 1920 ging Franzis aus der 1828 gegründeten Franz’schen Druckerei – daher der Name – im Zentrum von München hervor und lieferte u. a. Zeitschriften zum aufkommenden Medium Radio.
Der Nürnberger Kaufmannsgehilfe Georg Franz erhielt 1827 in München eine Buchhandelserlaubnis und ließ sich 1828 eine Konzession zum Betrieb einer Druckerei in der Theatinerstraße erteilen. Es lag nahe, dass sich der Kaufmann Franz neben dem Betrieb seiner Druckerei auch als Verleger betätigte, den Münchener Tagesanzeiger herausgab und amtliche Veröffentlichungen und Gesetzestexte sowie Kalender druckte. Dank guter Auftragseingänge war bald die Verlegung in einen größeren Betrieb am Promenadeplatz erforderlich. Bekannt war das Unternehmen um 1864 unter dem korrekten Namen „G. Franz’sche H. B. Hofbuchdruckerei und Verlags-Handlung“. Georg Franz verstarb 1864. Von den Erben erwarb Albert Mayer die Druckerei, die 1874 in die Münchner Luisenstraße 10 verlegt wurde. Im Jahr 1880 verstarb Albert Mayer und sein Sohn Georg Emil Mayer übernahm das Geschäft. Mayer erlangte den Titel eines Kommerzienrates; er verstarb 1904. Der Betrieb durfte sich dank Herzog Maximilian ab 1886 „Herzoglich Bayerische Hofbuchdruckerei“ nennen. Unter Führung der Söhne Georg Emil Mayer und Emil Mayer wurden in der Druckerei modernere Offet- und Tiefdruckverfahren eingeführt.
Man befasste sich zunehmend mit fachlichen Druckerzeugnissen aus Technik und Natur, aber auch Belletristik sowie beispielsweise von 1890 bis 1908 mit dem Druck des Königlich Bayerischen Kreis-Amtsblattes von Oberbayern. Der Unternehmenssitz und die Druckerei befanden sich ab dem Jahr 1889 in dem größeren Druckereigebäude in der Luisenstraße 17 in München.

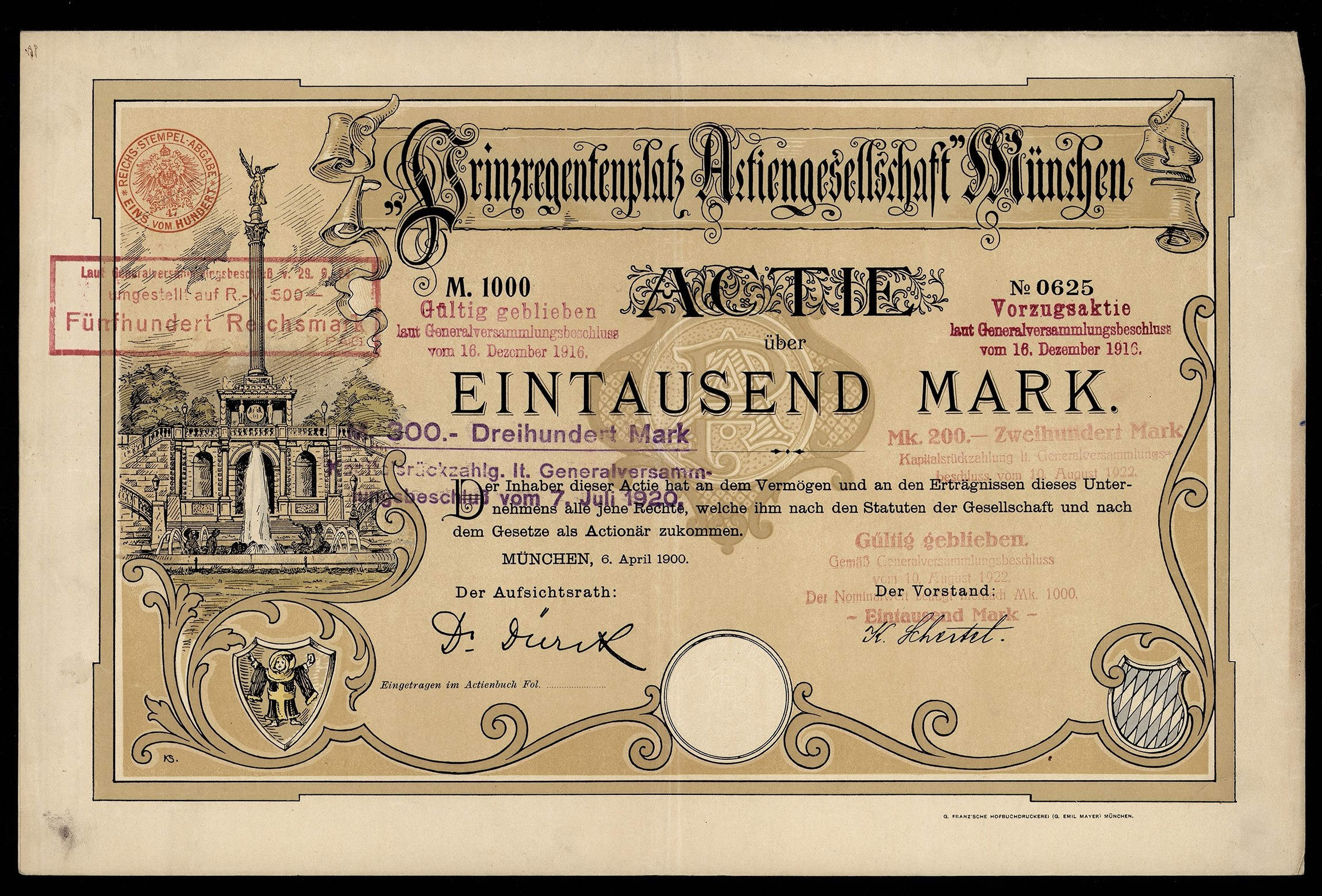
1000-Mark-Aktie Prinzregentenplatz AG München – Druck: G. Franz’sche Hofbuchdruckerei (R. Emil Mayer) München

Auch der Druck von Aktien, u. a. für die Terraingesellschaft Neu-Westend Actiengesellschaft und die Prinzregentenplatz AG (beide mit Sitz in München), gehörte zum Druckwerksspektrum der Hofbuchdruckerei. Zur Zeit der Inflation bis 1923 druckte man neben Bucherzeugnissen und Zeitschriften den schlechten Zeiten geschuldet unter Kontrolle der Bayerischen Staatsbank und des Bayerischen Staatsministeriums des Innern auch eine Besonderheit von Notgeld in Form von Gutscheinen über Hunderttausend Mark.
Eine erste Buchveröffentlichung zur Funktechnik erschien 1929 mit dem Buch des Telegrapheninspektors Wolf, Als Funker auf hoher See. In den 1930er Jahren wurde das Spektrum der funktechnischen Druckerzeugnisse ausgebreitet; man erwarb die Rechte der Verlegung der Bayerischen Radio-Zeitung für die heimische Umgebung und gab die Süddeutsche Radio-Zeitung heraus, die für die Region bis Baden-Württemberg bestimmt war.
Vor Ende des Zweiten Weltkriegs wurde die Hofbuchdruckerei in der Luisenstraße 17 in München im Jahr 1944 bei einem Bombenangriff alliierter Luftstreitkräfte auf die Stadt zerstört; ein umgehend errichtetes Behelfsgebäude war noch vor Kriegsende von einem weiteren Bombenangriff schwer getroffen worden.

## Unternehmen Franzis (nach 1945)
Nach der Zeit des Nationalsozialismus und dem Kriegsende erfolgte 1948 eine Neugründung als Fachbuch- und Zeitschriftenverlag zur Unterhaltungselektronik mit u. a. den Fachzeitschriften ELO und Funkschau. In den 1980er Jahren veröffentlichte der Verlag auch zu Industrieelektronik und Computern.
1991 erwarb die WEKA-Holding den Franzis-Verlag und verlegte ihn drei Jahre später mit der damaligen Herausgabe von 16 Zeitschriften u. a. wie connect, PC Magazin, PCgo, Elektronik, Markt & Technik sowie Computer-Reseller-News in der WEKA-Mediengruppe zuerst nach Poing und im Jahr 2011 an den folgenden Unternehmenssitz in Haar bei München.
Bis 2019 bestanden für den Franzis-Verlag Beherrschungs- und Gewinnabführungsverträge mit der WEKA Holding GmbH & Co. KG, denen im Juli 2020 ein Beherrschungsvertrag mit der PP Media AcquiCo GmbH folgte, einem Unternehmen der Paragon Partners, während ein Gewinnabführungsvertrag mit der WEKA Group im Dezember 2020 abgeschlossen worden sein soll. Die WEKA Group wurde allerdings ebenfalls vollständig von der Investgesellschaft Paragon Partners übernommen.
Die Geschäftsführung der Franzis GmbH liegt bei beim Vorsitzenden Kurt Alfred Skupin, der zuvor für die Unternehmensberatung Roland Berger, für die BMW AG und die MagnaMedia AG tätig war. Durch die Übernahme von MagnaMedia durch WEKA kam er in die WEKA Group, zu der auch Franzis-Verlag GmbH gehörte. Nach Übernahme der Franzis und der WEKA durch Paragon Partners bestünde seit Ende 2020 ein Gewinnabführungsverhältnis Franzis GmbH zur WEKA Group GmbH und ein Beherrschungsvertrag mit der PP Media AcquiCo GmbH über die Franzis GmbH.
Dem rechtlichen Schutz der Wort-Bild-Marke „Franzis“ von 2018 bis ins Jahr 2020 folgte 2023 die Änderung der Firma von Franzis-Verlag GmbH in „Franzis GmbH“, was mit der Einflussnahme von Paragon Partners zusammenhängen kann.
Öffentlich recherchierbare Bilanzsumme der Franzis GmbH aus Haar beträgt 6.780.094 € für das Geschäftsjahr 2019; Umsatz- und Beschäftigtenzahlen sind nicht öffentlich zugänglich.

## Portfolio
Der Bereich „Experimentieren“ des Franzis-Verlags entwickelte sich aus dem Elektronik-Fachbuchprogramm, dem traditionellen Kerngeschäft des Verlages, und liefert knapp 100 Lernpakete, Experimentierkästen und Bausätze – etwa Fledermaus-Detektoren, Radio-Bausätze, V8-Motor-Modelle oder Stirlingmotoren. Der aus den USA kommenden Maker-Bewegung liefert Franzis seit 2010 Platinen als offizieller Distributor von Arduino knapp 25 Buchtitel darüber sowie Veröffentlichungen über den Mikrocomputer Raspberry Pi.
Seit den 1980er Jahren befasst sich der Verlag bereits mit der Frage der Entwicklung künstlicher Intelligenz und gab dazu 1988 das Buch KI-Expertensysteme programmieren heraus.
Im Bereich „Programmieren“ wird unter anderem das seit 1997 erscheinende HTML-Handbuch von Stefan Münz und Clemens Gull angeboten. Knapp 80 weitere Titel liegen als gedrucktes oder elektronisches Buch vor.
Seit 2008 vertreibt der Franzis-Verlag im Bereich „Fotografieren“ HDR-Software, unter anderem mit seiner Eigenentwicklung HDR projects. Daneben bietet der Verlag über 30 Fotosoftware-Produkte für Hobby- und Berufsfotografen und ein über 100 Titel umfassendes Fotobuch-Programm.
Seit dem Jahr 2020 bietet die Franzis GmbH umfangreiche Software-Produkte unter Verwendung künstlicher Intelligenz im Produktspektrum Fotografie an, beispielsweise ohne Anspruch auf Vollzähligkeit aus dem Portfolio: AI-Fotofilter professional, VideoProc Converter AI, ZOOM #2 Standard, DENOISE projects 5 professional, EMOTION projects 2 professional, Franzis CutOut 9 professional und Sharpen Projects#5 professional, womit man sich frühzeitig auf neue Entwicklungen bei den Interessen der Konsumenten und Verbraucher eingestellt hat.